# Gilles Sanders
Gilles Sanders (* 9. August 1964 in Narbonne) ist ein ehemaliger französischer Radrennfahrer.

## Sportliche Laufbahn
Sanders war im Straßenradsport und im Querfeldeinrennen (heutige Bezeichnung Cyclocross) aktiv. Bei den Junioren gewann er 1981 die nationale Meisterschaft im Querfeldeinrennen und nahm an den Cyclocross-Weltmeisterschaften der Junioren teil. Als Amateur war 1986 seine erfolgreichste Saison. Er gewann die Rennen Tarbes–Sauveterre und Ruban Granitier Breton. Bei Paris–Barentin und Paris–Briare wurde er Zweiter, bei Polymultipliée, im Boucles catalanes sowie in der französischen Straßenmeisterschaft wurde er Dritter. Bei den Straßenradsport-Weltmeisterschaften kam er auf den 5. Platz. Am Ende der Saison erhielt er die Auszeichnung „Wolber d’or“ für den besten französischen Amateur des Jahres.
Von 1987 bis 1995 war er Berufsfahrer. 1987 wurde er Zweiter in der Trophée des Grimpeurs hinter Charles Bérard. Dreimal fuhr er die Tour de France. 1987 wurde 28., 1989 54., 1988 kam er nicht ins Ziel. Nach seiner Profizeit fuhr er Mountainbikerennen und startete auch in dieser Disziplin bei den Weltmeisterschaften.

## Berufliches
2012 eröffnete er einen Fahrradladen in Graulhet. 2016 ging er nach Spanien und arbeitete dort für eine Sportbekeidungsfirma.